# 橘かがり
橘 かがり（たちばな かがり、1959年6月10日 - ）は、日本の小説家。女性。東京都杉並区生まれ。
東洋英和女学院小学部、東洋英和女学院中学部・高等部を経て、早稲田大学第一文学部西洋史学科を卒業。都市銀行外国為替部、国際科学技術博覧会勤務、学習塾講師などを経て、同人誌『湧水』に参加。2000年、文学界同人誌下半期優秀賞候補。2003年、「月のない晩に」で小説現代新人賞受賞。昭和史ノンフィクション・ノベルを得意とする。
祖父は最高裁判所裁判官を務めた下飯坂潤夫。父は弁護士の下飯坂常世。東北大学名誉教授の下飯坂潤三は伯父、脚本家の下飯坂菊馬は叔父。

## 著書
- 『判事の家』（ランダムハウス講談社）2008年
- 『焦土の恋 “GHQの女”と呼ばれた子爵夫人』　（祥伝社）2011年
- 『扼殺〜善福寺川スチュワーデス殺人事件の闇』（祥伝社）2018年
- 『判事の家 増補版 ―松川事件その後70年』（コールサック社）2018年
- 『女スパイ鄭蘋茹（テンピンルー）の死』（徳間文庫）2023年